# Villalago
Villalago là một đô thị thuộc tỉnh L'Aquila trong vùng Abruzzo của Ý. Ý. Đô thị này có diện tích 35 km², dân số 636 người. Các đô thị giáp ranh gồm: Anversa degli Abruzzi, Bisegna, Ortona dei Marsi, Scanno.